# Halticoptera violacea
Halticoptera violacea är en stekelart som beskrevs av Askew 1972. Halticoptera violacea ingår i släktet Halticoptera och familjen puppglanssteklar.
Artens utbredningsområde är:
- Nederländerna.
- Sverige.

Arten är reproducerande i Sverige. Inga underarter finns listade i Catalogue of Life.